# رامین ولی‌پور
وزن : دسته 85 کیلوگرم
رامین ولی‌پور وزنه‌بردار اهل ایران است.

## افتخارات
- کسب سه نقره یک‌ضرب، دوضرب و مجموع دسته ۸۵ کیلوگرم در رقابت‌های قهرمانی جوانان آسیا ۲۰۱۶ به میزبانی توکیو ژاپن.[۱]